# Billard A 150 D6
Le Billard A 150 D6 est un autorail construit par les Établissements Billard.

## Histoire
Les TIV prennent livraison en 1947 de trois autorails A 150 D6, numérotés AM26 à AM28, suivi ensuite d'un quatrième numéroté AM21 en  remplacement de l' A 150 D1 AM 21 détruit pendant la Seconde Guerre mondiale[réf. nécessaire].
En 1951 ou 1952, la Compagnie générale de voies ferrées d'intérêt local (CGVFIL) rachète les autorails 26 et 27 et les remorques R 210 . Ce matériel est affecté sur le réseau du Pas-de-Calais,. 
À la fermeture du réseau du Pas-de-Calais , les autorails sont vendus en 1955 avec les remorques R 210 à la Société auxiliaire pour les chemins de fer secondaires (SACFS) et affectés à la compagnie des réseaux du Tarn,.
Les deux unités restantes sont affectées au réseau breton, soit les autorails AM 21 et 28.